# Eskelhem
Eskelhem är kyrkby i Eskelhems socken i Gotlands kommun i Gotlands län. SCB har för bebyggelsen i byn och dess grannby västerut Bringsarve avgränsat en småort namnsatt till Eskelhem och Bringsarve. 
Någon kyrkby i egentlig mening handlar det dock inte om, småorten består i stället av de sammanvuxna byarna Kvarna, Kyrkmyr, Bringsarve, Simonarve och Båtticke samt prästgårdsägorna.
Här ligger Eskelhems kyrka.

## Idrott
Eskelhem har en fotbollsklubb, Eskelhem GoIF.